# حالات
هذه المقالة عن قرية حالات في لبنان، هناك مقالة أخرى عن قرية حالات في منطقة تلكلخ في محافظة حمص.
حالات هي إحدى القرى اللبنانية من قرى قضاء جبيل في محافظة جبل لبنان.
Halate